# آرماند لورینته
آرماند لورینته (انگلیسی: Armand Laurienté؛ زادهٔ ۴ دسامبر ۱۹۹۸) بازیکن فوتبال اهل فرانسه است.
از باشگاه‌هایی که در آن بازی کرده‌است می‌توان به باشگاه فوتبال رن و باشگاه فوتبال لوریان اشاره کرد.
وی همچنین در تیم ملی فوتبال زیر ۲۱ سال فرانسه بازی کرده‌است.